# ナイトリー・ビジネス・リポート
『ナイトリー・ビジネス・リポート（Nightly Business Report）』（通称『NBR』）は、アメリカの公共テレビ放送局で1979年1月22日から2019年12月27日まで放送されていたビジネスニュースマガジン番組で、その殆どの期間はアメリカン・パブリック・テレビジョンによってシンジケートされていた。国際的には、CNBCヨーロッパとCNBCアジアで放送された。
1979年1月22日から2013年3月1日まで、フロリダ州マイアミのWPBTで制作されていた。2013年2月にCNBCが番組を買収し、マイアミでの放送を終了した。1998年にCNBCを離れて『NBR』に移籍したスージー・ガリブが同局に復帰したことに合わせて、2013年3月4日にリニューアルされた際、タイラー・マシセンがガリブの共同アンカーとして加わった。ガリブは2014年12月31日に番組を降板し、2015年1月5日にスー・ヘレラが後任となった。ヘレラはかつてCNBCの『パワー・ランチ』（通称『PL』）でマシセンの共同アンカーを務めており、番組最後の女性アンカーとなった。2018年3月9日にマシセンは番組を降板し、3日後に元『パワー・ランチ』アンカーのビル・グリフィスが後任となり、同じ元『PL』共同アンカーのヘレラと再タッグを組んだ。グリフィスは番組最後の男性アンカーとしても知られている。
2019年11月11日、CNBCは『NBR』を同年末で終了すると発表した。同年12月27日に最終回が放送され、約41年間にわたる歴史に幕を閉じた。

## 形式
ダウ工業株30種平均、NASDAQ、S&P 500、その他の主要市場を含むその日の注目の株式市場、指数、株式の変動に関するリポート、及び大企業のCEO、経済学者、市場アナリスト、政策立案者など重要なビジネスパーソンへのインタビューで構成されていた。
市場休業日の特別番組はこの形式から外れ、単一の主題やテーマを扱うことが多かった。元日と独立記念日の特別番組は、過去及び今後の会計年度の回顧と予測に焦点を当てる傾向があった。番組はしばしば解説で締めくくられた。番組内のコーナーには、「Market Monitor」「Street Critique」「Women in Leadership」「Planet Forward」などがあった。1994年1月3日から2002年12月31日までは、メリッサ・コンティ（Melissa Conti）がホストを務める『NBR』の15分間朝版『モーニング・ビジネス・リポート（Morning Business Report）』が放送された。

## 歴史
ビジネスニュース番組の構想は、WPBTの役員会に所属する数人の実業家から生まれた。当時WPBTのニュースディレクターを務めていたリンダ・オブライアンは、番組の放送開始に向けた取り組みを主導した。1978年秋、経営陣から毎日放送されるビジネスニュース番組の制作を依頼された。オブライアンは番組のコンセプトを開発し、編集スタッフを拡大して『Nightly Business Report（ナイトリー・ビジネス・リポート）』（当時は「The Nightly Business Report」と呼ばれていた）を立ち上げた。最初の参加メンバーの一人、ポール・カンガスが株式市場コメンテーターとして契約した。オブライアンとマーウィン・シガールが最初の共同アンカーを務めた。番組を立ち上げた編集/制作チームには、WPBTのベテランであるロドニー・ウォード（Rodney Ward）、ブルース・アイベ（Bruce Eibe）、ジェフ・ハフ（Jeff Huff）、そして初代プロデューサーのジャック・カーン（Jack Kahn）が含まれていた。
当初は1979年1月22日にローカル番組として開始され、その2年後の1981年10月19日に、全米125の公共放送局で放送が開始された。放送時間は当初15分間だったが、1979年に30分間に拡大された。1980年にマーウィン・シガールが退任し、元WTVJアンカーのデル・フランクが後任となった。全国放送になった時の最初のレギュラーコメンテーターは、当時民間の経済学者だったアラン・グリーンスパンで、1987年に連邦準備制度理事会の議長に任命されるまで務めた。多くの公共テレビ局が番組の「支局」として取材活動を補った。
1989年、メインアンカーを務めていたカナダ・トロントのカナダ放送協会の旗艦局から移籍したジム・ウィックスが共同アンカーに任命された。ウィックスは契約満了後、クリーブランドのABCニュースに移った。その後、テレビニュース業界を離れ、キャリアのスタートを切った映画界に戻った。現在は映画のカラーリストとしてポストプロダクションに携わっている。
1989年から1991年にかけて、放送ジャーナリストのフランク・モテックは、ポール・カンガスの代理アンカーとして「株式市場リポートと解説（Stock Market Report and Commentary）」を担当した。1991年1月1日から単独アンカーを務め、その後はポール・カンガスとの共同アンカーを務め、他の2人のメインアンカーの代役も務めた。モテックは現在、ロサンゼルスのオールニュースラジオ局KNXでビジネスニュースのアンカーを務め、ビジネスニュース番組『Mottek On Money』のホストも務めている。
1990年、シリーズの人気が最高潮に達した際、WPBTはシリーズを中心としたビデオテープやニュースレターを販売する部門であるNBR Enterprises（NBRエンタープライジズ）を設立した。これに続き、1991年に番組は再度の大幅刷新が行われ、ニューヨークから1人のアンカー、マイアミから1人のアンカーが移籍し、ロサンゼルスとシカゴに独自の支局が設けられ、ニューヨーク支局のアンカーとしてキャシー・セイファートが採用された。
1998年、金融ジャーナリストのスージー・ガリブがポール・カンガスと共にアンカーデスクに加わった。ガリブはニューヨークの金融街の中心からアンカーを務め、カンガスはマイアミの番組制作センターに残った。
1988年から1997年までロイターと共同制作され、1997年から2001年までは倒産する前の最大のライバルであったブリッジ・インフォメーション・システムズと共同制作された。
番組は、アメリカ合衆国ラジオ・テレビジョン軍事サービス（U.S. Radio and Television Armed Services）ネットワークである「ワールドネット」を通じて国際的にも放送され、オーストラリアのSBSやニュージーランドのトライアングル・テレビジョンを通じて国際的にも放送された。音声は、東部標準時19:00にシリウスXM衛星ラジオで放送された。『NBR』は、常勤スタッフを擁する3つの報道支局を運営していた他、デンバー、シリコンバレー、フェニックスの支局は、各市場の公共テレビ局と提携して運営されていた。
2005年、加盟局を失うリスクを避け、PBSナショナル・プログラミング・サービス（PBS National Programming Service）で視聴できるようにするため、配信元をアメリカン・パブリック・テレビジョンからPBSに変更した。
番組は長年にわたり、数々の賞を受賞してきた。2005年には、国際経済大国としての中国の台頭に関する詳細な報道が評価され、2006年には国際メディア評議会（International Media Council）より「ベスト・イン・クラス（Best In Class）」賞を受賞した。
リンダ・オブライアンがKQEDに移籍した後、2006年にロドニー・ウォードが後任となり、2011年まで編集長兼上級副社長を務めた。オブライアンは最終的にサウスカロライナETVの社長兼最高経営責任者に就任し、2017年に退職した。
2009年、ハイビジョン放送を開始し、ケーブルテレビや衛星テレビで視聴する標準画質テレビ視聴者向けに、レターボックス形式で放送された。また、新しいセットを導入し、既存のグラフィックパッケージをHDにアップコンバートした。
2009年12月31日にポール・カンガスが退任し、30年間の歴史に終止符が打たれた。翌2010年1月1日、トム・ハドソンがアンカーを引き継ぎ、マイアミから放送し、連邦準備制度の金利政策、企業統治、株主アクティビズムなどの話題を報道し、日々の市場動向に関する洞察を提供した。『NBR』の共同アンカーになる前は、全国放送の金融テレビ番組『ファースト・ビジネス（First Business）』のホスト兼編集長を務めていた。2011年7月、ハドソンは編集長兼共同アンカーに任命され、編集責任と管理責任の両方を担う新たな役職に就いた。
2010年8月23日、WPBT-TVが番組をNBR Worldwide Inc.（NBRワールドワイド株式会社）に売却したことが発表された。同社は、番組の過半数株主となったミカライ・コンティライ（Mykalai Kontilai）が率いる新設の非公開企業である。コンティライは、教育テレビ配信（Instructional Television Distribution、ITV）業界の起業家である。ゲイリー・フェレル（Gary Ferrell）は、ノーステキサス・パブリック・ブロードキャスティング（North Texas Public Broadcasting、テキサス州ダラスのKERA-TVの親会社）の元社長兼最高経営責任者で、現在は同社の最高財務責任者である。売却は同年2月に初めて提案された。WPBTによれば、同局は番組提供局として引き続き番組に関わることになるが、売却はNBR Worldwide Inc.が「番組を次のレベルに引き上げるアイデア、リソース、可能性」を持ち、「WPBTよりも多くのことができる」という同社の評価を反映したものだという。WPBTの社長兼最高経営責任者リック・シュナイダー（Rick Schneider）は、スタッフと編集チームに変更はなく、「この結果、誰も職を失うことはない」と述べた。名称が変更されるまで、番組は「Community Television Foundation of South Florida, Inc.」（サウスフロリダ・コミュニティ・テレビジョン財団）の名義で放送され、NBR Enterprises, Inc./WPBT Miami（NBRエンタープライジズ株式会社/WPBTマイアミ）によって制作されていた。
シュナイダーの約束は長くは続かなかった。2010年11月、NBR Worldwide Inc.は番組のスタッフ再編を発表した。この再編の結果、創設プロデューサーのジャック・カーンと他の3人の裏方スタッフに加え、スコット・ガーベイ（ニューヨーク支局長）、ステファニー・デュー（Stephanie Dhue、ワシントン）、ジェフ・ヤスティン（マイアミ）、ジャミラ・トリンドル（Jamila Trindle、ワシントンD.C.）を含むオンエア寄稿者4名とリポータースタッフの半数が解雇された。
2010年11月16日、NBR Worldwide Inc. は、ロドニー・ウォードを編集主幹（Executive Editor）から特別プロジェクト担当執行副社長（Executive Vice President of Special Projects）に昇進させたことを発表した。ウォードの元エグゼクティブ・エディターの職務は、自身も副社長兼編集長に昇進した編集長のウェンディ・フェインバーグ（Wendie Feinberg）が引き継いだ。こうした変化も長くは続かなかった。2011年7月11日、PBSが全国放送のスケジュールから放送を取り下げ、全ての資金を削減するという決定を受けて、NBR Worldwide Inc.は、特別プロジェクト担当執行副社長のロドニー・ウォードと副社長兼編集長のウェンディ・フェインバーグの退任を発表した。NBR Worldwideはプレスリリースで、今回の動きは「業務の合理化とリソースの最大化に向けた継続的な取り組みの一環」だと述べた。最高経営責任者のミカライ・コンティライは、マイアミを拠点とするアンカーのトム・ハドソンが、現在のオンエア業務に加えて、編集長の役割と役職を引き継ぐと述べた。
2011年11月、コンティライがニューヨーク市を拠点とする未公開株式投資会社のアタラヤ・キャピタル・マネジメント（Atalaya Capital Management）にNBR Worldwide, Inc.を売却したことを受け、リック・レイ（Rick Ray）がコンティライの後任として同社の最高経営責任者に就任した。さらに、レイは番組の新たなエグゼクティブ・プロデューサーにも就任した。ゲイリー・フェレルもこの時に退社し、編集スタッフも数名解雇された。さらに、PBSのスケジュールで6年間放送されていた番組がアメリカン・パブリック・テレビジョンに復帰した。
2012年12月、アタラヤはシカゴ支局長のダイアン・イーストブルック（Diane Eastabrook）を含む番組の編集部員7名を解雇した。また、シカゴ支局を完全に閉鎖し、ニューヨークとワシントンD.C.の記者のみを残すことも発表した。解雇された従業員のうち、編集長のトム・ハドソンは「彼らを同僚と呼べることを光栄に思う」と述べた。
2013年3月1日、WPBT制作による放送を終了した。同年3月4日より、CNBCが制作を引き継いだ。その結果、アンカーのトム・ハドソンと他の多くの記者、ダレン・ガーシュ（ワシントン支局長）、スザンヌ・プラット（ニューヨーク）、エリカ・ミラー（ニューヨーク）が解雇され、マイアミのスタジオも閉鎖された。CNBCのタイラー・マシセンがハドソンに代わって、ニュージャージー州イングルウッドクリフスのCNBCグローバル本社からスージー・ガリブと共にアンカーを務めた。ガリブは2014年末に降板し、CNBCの『パワーランチ』でマシセンの共同アンカーを務めていたスー・ヘレラが後任となった。ヘレラは番組終了の数週間前まで残った。
2018年3月12日、CNBCの『クロージング・ベル』元共同アンカーのビル・グリフィスが、タイラー・マシセンの後任として加わった。グリフィスはこの番組で、かつて『パワーランチ』の共同アンカーを務めていたスー・ヘレラと再会した。
2019年11月11日、CNBCは『ナイトリー・ビジネス・リポート』を同年12月27日に終了すると発表した。最終回の最後に、グリフィスは番組終了を発表し、公共テレビコミュニティと視聴者の両方のサポートに感謝した（そして、2年前に亡くなった長年のアンカー、ポール・カンガスに敬意を表して、カンガスの「Best of good buys（「goodbyes」のしゃれ）」という締めくくりのクリップを流して番組の長い歴史に終止符を打った。このテキストは、その日早くに番組ウェブサイトに投稿された記事を翻案したものである）。終了後、多くの放送局が「BBCワールドニュース」の番組、特に『アウトサイド・ソース』の同時放送に切り替えた。

## アンカー

### マイアミ
- ポール・カンガス（英語版）（1979年 - 2009年）
- トム・ハドソン（Tom Hudson、2009年 - 2013年）
- マーウィン・シガール（Merwin Sigale、1979年 - 1980年）
- デル・フランク（Del Frank、1980年 - 1985年）
- ジム・ウィックス（Jim Wicks、1989年 - 1991年）
- フランク・モテック（英語版）（1989年 - 1992年）
- リンダ・オブライアン（Linda O'Bryon、1979年 - 2006年）
- ディーン・シェパード（Dean Shepherd、1985年 - 1988年）
- ジェフ・ヤスティン（Jeff Yastine、1993年 - 2010年）

### ニューヨーク
- スージー・ガリブ（英語版）（1998年 - 2014年）
- スー・ヘレラ（英語版）（2015年 - 2019年）
- ビル・グリフィス（英語版）（2018年 - 2019年）
- スザンヌ・プラット（Suzanne Pratt、1990年 - 2013年）
- タイラー・マシセン（英語版）（2013年 - 2018年）
- キャシー・セイファート（Cassie Seifert、1991年 - 1997年）
- スコット・ガーベイ（Scott Gurvey、1982年 - 2010年）
- エリカ・ミラー（Erika Miller、1996年 - 2013年）

## タイトルカードとテーマ音楽
1979年から1991年まで使用されたテーマ曲とバンパー音楽は、他のテレビ番組やゲーム番組のテーマ曲でも知られるエド・カレホフが作曲した。最も長く使用されたテーマ曲もカレホフが作曲したもので、1991年1月7日から2002年11月15日まで使用された。グラフィックとプレゼンテーションの刷新に伴い、テーマ曲は2002年11月18日に更新され、2010年1月1日まで使用された。2010年1月4日に番組のマイアミ本部の新しいテーマ曲、ロゴ、セットが初公開された。同テーマ曲は2012年4月27日まで使用された。2012年4月30日には、新しいグラフィックと音楽を備えたバーチャルテーマ曲が番組に導入された。2013年3月4日には、さらに新しいグラフィックが導入されたが、テーマ曲は変更されなかった。2016年1月4日に、CNBCの現在のグラフィックパッケージ（2014年10月から使用されていた）をモデルにしたグラフィックに再度変更された。